# State Farm Arena

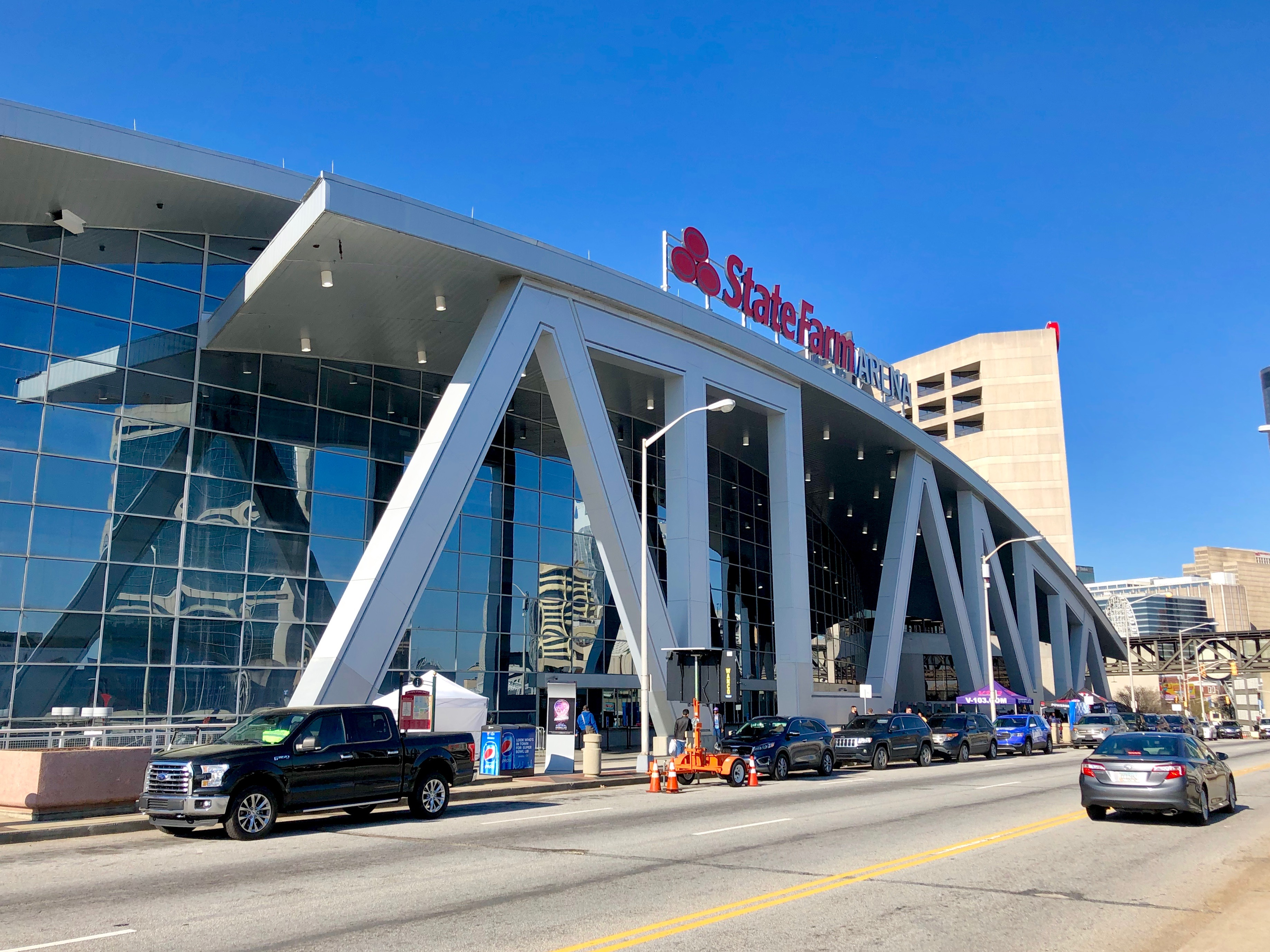
State Farm Arena, 2019.

State Farm Arena, tidigare kallad Philips Arena (1999–2018), är en inomhusarena för främst basket och ishockey i Atlanta i Georgia i USA. Arenan är hemmaarena för Atlanta Hawks, som spelar i National Basketball Association (NBA), och Atlanta Dream, som spelar i Women's National Basketball Association (WNBA). Arenan var fram till 2011 hemmaarena för Atlanta Thrashers, som spelade i National Hockey League (NHL).
Arenan blev färdigställd i september 1999 till en byggkostnad av 213,5 miljoner dollar. Arenan ligger i Atlantas centrum bredvid CNN:s huvudkontor.
Publikkapaciteten för arenan är 19 445 för basket och 18 545 för ishockey, men publikrekordet ligger på 20 485. Det sattes under 2008 års NBA-slutspel.
Insidan av arenan har en ganska speciell utformning då det på ena långsidan nästan enbart är loger och vip-läktare. Dessa ser ut som en vägg från de andra platserna i arenan.
State Farm Arena har under åren varit värd för ett flertal kända världsartister såsom Shakira, Tina Turner, Madonna och Coldplay.
I arenan spelades NHL:s all star-match säsongen 2007/2008.